# Loweswater (meer)
Loweswater is een meer in Lake District, een nationaal park in het graafschap Cumbria in het noordwesten van Engeland. Loweswater ligt ten noordwesten van de meren Crummock Water en Buttermere. De plaats Loweswater ligt op de landstrook tussen het gelijknamige meer en Crummock Water. Loweswater ligt ongeveer 12 km ten oosten van de kuststad Whitehaven en is eigendom van Natural Trust.
Loweswater is een van de kleinere meren in het Lake District. Het wordt niet zo vaak bezocht door toeristen als de meren in de nabijheid, Buttermere en Crummock Water. Er is nochtans een populair wandelpad rond het meer. De zuidzijde van het meer is bebost door Holme Wood. Hierin ligt Holme Force, een waterval die het bezoeken meer dan waard is maar niet zichtbaar is vanaf het wandelpad.
Loweswater wordt omringd door glooiende heuvels, de Loweswater Fells. Aan de zuidzijde is wel de noordzijde van Mellbreak te zien, een scherper getande heuvel van 512 m hoog en Fleetwith Pike die 648 m hoog is.

## Etymologie
De naam Loweswater is terug te voeren tot het Oudnoords: lauf betekent bebost, of bebladerd terwijl water later ter verduidelijking werd toegevoegd.

## Galerij

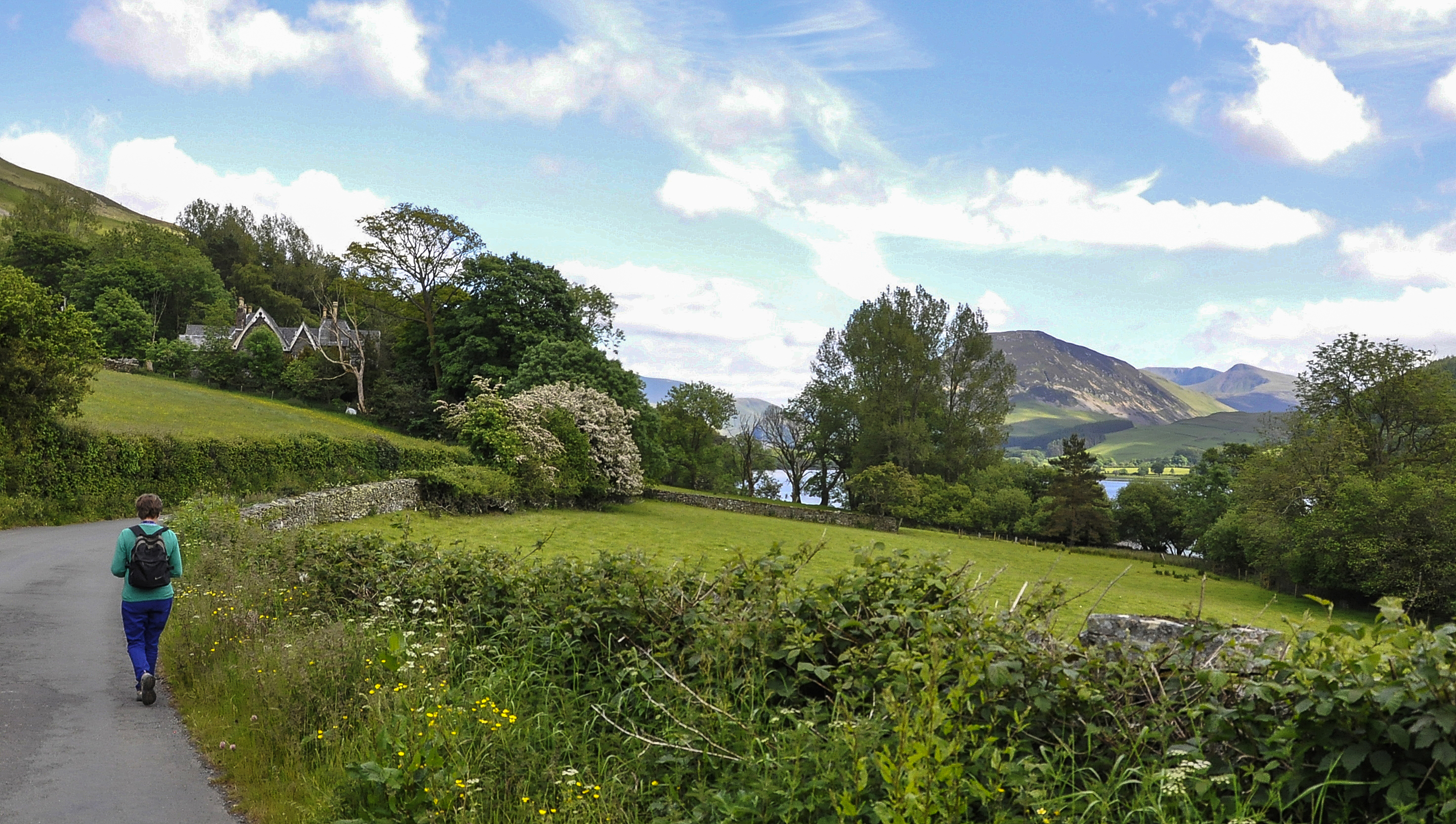
Loweswater vanaf de B5289
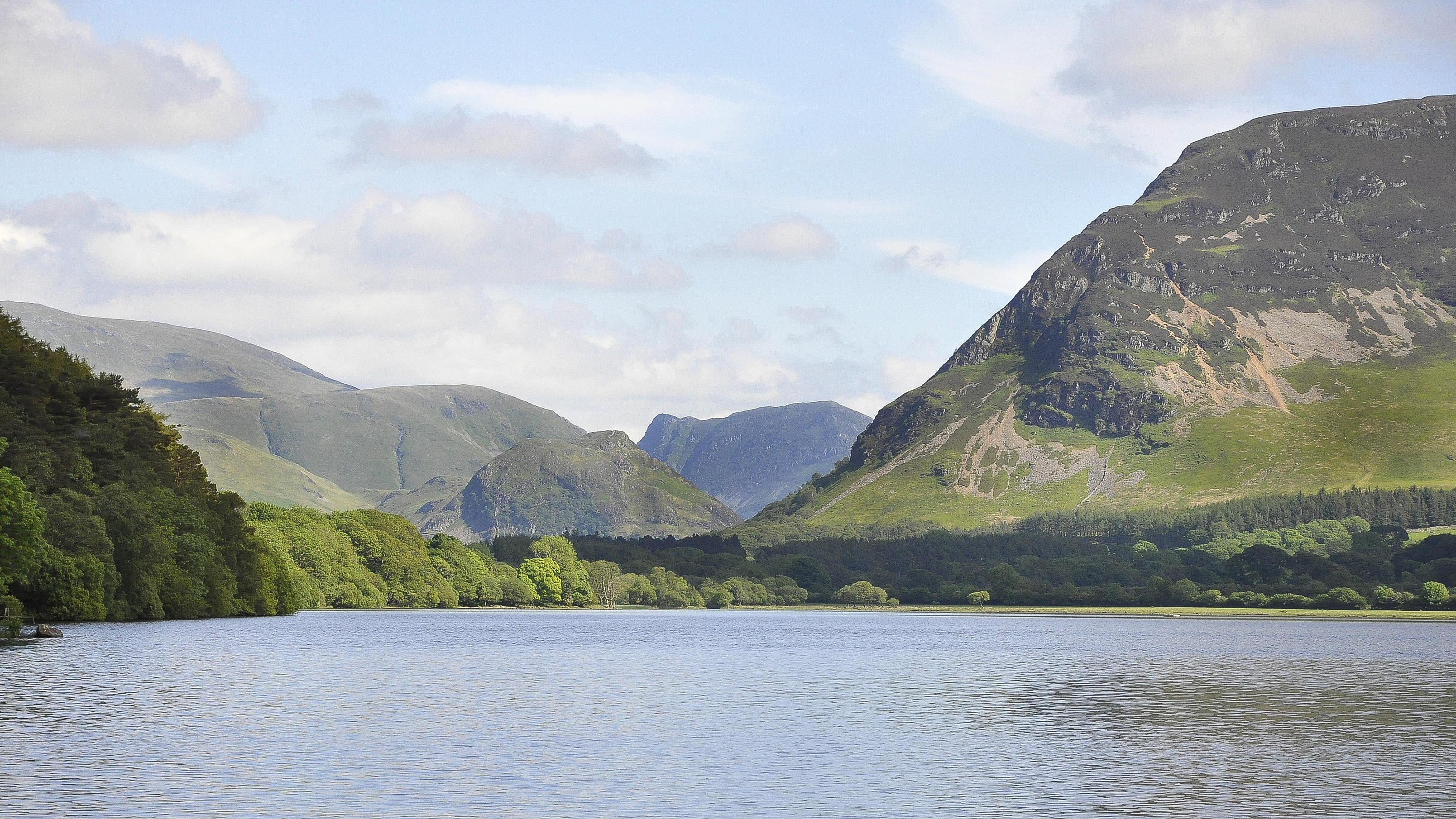
De zuidzijde van Loweswater met in de verte Fleetwith Pike en rechts de noordzijde van Mellbreak